# Iran aux Jeux olympiques d'été de 2020
L'Iran participe aux Jeux olympiques de 2020 à Tokyo au Japon. Il s'agit de sa 18e participation à des Jeux d'été.
Le Comité international olympique autorise à partir de ces Jeux à ce que les délégations présentent deux porte-drapeaux, une femme et un homme, pour la cérémonie d'ouverture. La tireuse sportive Hanieh Rostamian (en) et le joueur de basket-ball Samad Nikkhah Bahrami sont nommés par le Comité national olympique de la République islamique d'Iran.

## Médaillés
| Sport  | Discipline                          | Athlète(s)           | Performance                 | Date       |
| ------ | ----------------------------------- | -------------------- | --------------------------- | ---------- |
| Tir    | Pistolet à air comprimé 10 m hommes | Javad Foroughi       | 244,8 points OR             | 24 juillet |
| Lutte  | Gréco-romaine hommes 67 kg          | Mohammad Reza Geraei | Parviz Nasibov Victoire 9-1 | 4 août     |
| Karaté | Plus de 75 kg hommes                | Sajjad Ganjzadeh     | Tareg Hamedi Victoire 4-0   | 7 août     |

| Sport        | Discipline            | Athlète(s)     | Performance              | Date   |
| ------------ | --------------------- | -------------- | ------------------------ | ------ |
| Halérophilie | Plus de 109 kg hommes | Ali Davoudi    | 441 kg                   | 4 août |
| Lutte        | Libre hommes 86 kg    | Hassan Yazdani | David Taylor Défaite 3-4 | 5 août |

| Sport | Discipline                 | Athlète(s)           | Performance                  | Date   |
| ----- | -------------------------- | -------------------- | ---------------------------- | ------ |
| Lutte | Gréco-romaine hommes 97 kg | Mohammad Hadi Saravi | Arvi Savolainen Victoire 9-2 | 3 août |
| Lutte | Libre hommes 125 kg        | Amir Hossein Zare    | Deng Zhiwei Victoire 5-0     | 6 août |

| Sport         |   |   |   | Total |
| ------------- | - | - | - | ----- |
| Lutte         | 1 | 1 | 2 | 4     |
| Karaté        | 1 | 0 | 0 | 1     |
| Tir           | 1 | 0 | 0 | 1     |
| Haltérophilie | 0 | 1 | 0 | 1     |
| Total         | 3 | 2 | 2 | 7     |

| Jour       |   |   |   | Total |
| ---------- | - | - | - | ----- |
| 24 juillet | 1 | 0 | 0 | 1     |
| 3 août     | 0 | 0 | 1 | 1     |
| 4 août     | 1 | 1 | 0 | 2     |
| 5 août     | 0 | 1 | 0 | 1     |
| 6 août     | 0 | 0 | 1 | 1     |
| 7 août     | 1 | 0 | 0 | 1     |
| Total      | 3 | 2 | 2 | 7     |

| Sexe   |   |   |   | Total |
| ------ | - | - | - | ----- |
| Hommes | 3 | 2 | 2 | 7     |
| Total  | 3 | 2 | 2 | 7     |

## Athlètes engagés
| Sport           | Hommes | Femmes | Total |
| --------------- | ------ | ------ | ----- |
| Athlétisme      | 2      | 1      | 3     |
| Aviron          | 0      | 1      | 1     |
| Badminton       | 0      | 1      | 1     |
| Basket-ball     | 12     | 0      | 12    |
| Boxe            | 2      | 0      | 1     |
| Canoë-kayak     | 1      | 0      | 1     |
| Cyclisme        | 1      | 0      | 1     |
| Escrime         | 4      | 0      | 4     |
| Haltérophilie   | 2      | 0      | 2     |
| Karaté          | 1      | 2      | 3     |
| Lutte           | 11     | 0      | 11    |
| Natation        | 1      | 0      | 1     |
| Taekwondo       | 2      | 1      | 3     |
| Tennis de table | 1      | 0      | 1     |
| Tir             | 2      | 4      | 6     |
| Tir à l'arc     | 1      | 0      | 1     |
| Volley-ball     | 12     | 0      | 12    |
| Total           | 55     | 10     | 65    |

## Résultats

### Athlétisme
Les athlètes iraniens se sont qualifiés en réalisant les minima requis ou par leur classement mondial.
| Athlète         | Épreuve              | Tour préliminaire | Tour préliminaire | 1er tour | 1er tour | Demi-finale | Demi-finale | Finale   | Finale   |
| Athlète         | Épreuve              | Temps             | Rang              | Temps    | Rang     | Temps       | Rang        | Temps    | Rang     |
| --------------- | -------------------- | ----------------- | ----------------- | -------- | -------- | ----------- | ----------- | -------- | -------- |
| Hassan Taftian  | 100 m masculin       | Exempté           | Exempté           | 10 s 19  | 4e       | Éliminé     | Éliminé     | Éliminé  | Éliminé  |
| Mahdi Pirjahan  | 400 m haies masculin | Forfait           | Forfait           | Forfait  | Forfait  | Forfait     | Forfait     | Forfait  | Forfait  |
| Farzaneh Fasihi | 100 m féminin        | 11 s 76           | 1re               | 11 s 79  | 8e       | Éliminée    | Éliminée    | Éliminée | Éliminée |

| Athlète      | Épreuve                   | Qualification | Qualification | Finale      | Finale  |
| Athlète      | Épreuve                   | Performance   | Rang          | Performance | Rang    |
| ------------ | ------------------------- | ------------- | ------------- | ----------- | ------- |
| Ehsan Hadadi | Lancer du disque masculin | 58,98 m       | 26e           | Éliminé     | Éliminé |

### Aviron
| Athlète        | Compétition   | Série        | Série | Repêchages  | Repêchages  | Quarts de finale | Quarts de finale | Demi-finale                   | Demi-finale | Finale                 | Finale |
| Athlète        | Compétition   | Temps        | Rang  | Temps       | Rang        | Temps            | Rang             | Temps                         | Rang        | Temps                  | Rang   |
| -------------- | ------------- | ------------ | ----- | ----------- | ----------- | ---------------- | ---------------- | ----------------------------- | ----------- | ---------------------- | ------ |
| Nazanin Malaei | Skiff féminin | 7 min 59 s 1 | 3e    | Non disputé | Non disputé | 8 min 7 s 32     | 3e               | Demi-finale A/B 7 min 45 s 52 | 6e          | Finale B 7 min 42 s 57 | 11e    |

### Badminton
| Athlète       | Compétition  | Phase de groupes                  | Phase de groupes       | Phase de groupes | 1/8e de finale   | Quarts de finale | Demi-finales     | Finale           | Finale   |
| Athlète       | Compétition  | Adversaire Score                  | Adversaire Score       | Rang             | Adversaire Score | Adversaire Score | Adversaire Score | Adversaire Score | Rang     |
| ------------- | ------------ | --------------------------------- | ---------------------- | ---------------- | ---------------- | ---------------- | ---------------- | ---------------- | -------- |
| Soraya Aghaei | Simple dames | Abdul Razzaq Victoire 21-14, 21-7 | He Défaite 11-21, 3-21 | 2e du gr. G      | Éliminée         | Éliminée         | Éliminée         | Éliminée         | Éliminée |

### Basket-ball
L'équipe d'Iran de basket-ball se qualifie pour les Jeux olympiques en terminant meilleure nation asiatique de la Coupe du monde masculine de basket-ball 2019.
| Épreuve          | Phase de groupe        | Phase de groupe           | Phase de groupe      | Phase de groupe | Quart de finale  | Demi-finale      | Finale / MB      | Rang     |
| Épreuve          | Adversaire Score       | Adversaire Score          | Adversaire Score     | Rang            | Adversaire Score | Adversaire Score | Adversaire Score | Rang     |
| ---------------- | ---------------------- | ------------------------- | -------------------- | --------------- | ---------------- | ---------------- | ---------------- | -------- |
| Tournoi masculin | Tchéquie Défaite 78-84 | États-Unis Défaite 66-120 | France Défaite 62-79 | 4e              | Éliminés         | Éliminés         | Éliminés         | Éliminés |

### Boxe
Deux boxeurs iraniens se qualifient pour les Jeux via le TQO asiatique et océanien 2020 à Amman.
| Athlète              | Catégorie              | 1/16e de finale      | 1/8e de finale       | Quart de finale     | Demi-finale         | Finale              | Rang    |
| Athlète              | Catégorie              | Adversaire Résultat  | Adversaire Résultat  | Adversaire Résultat | Adversaire Résultat | Adversaire Résultat | Rang    |
| -------------------- | ---------------------- | -------------------- | -------------------- | ------------------- | ------------------- | ------------------- | ------- |
| Danial Shahbakhsh    | Plumes hommes (-57 kg) | Hamout Victoire 5-0  | Álvarez Défaite Arr. | Éliminé             | Éliminé             | Éliminé             | Éliminé |
| Seyed Shahin Mousavi | Moyens hommes (-75 kg) | Moriwaki Défaite 2-3 | Éliminé              | Éliminé             | Éliminé             | Éliminé             | Éliminé |

### Canoë-kayak
L'Iran obtient un quota en K1 1000 m avec la victoire d'Ali Aghamirzaei à la régate de qualification asiatique de 2021 à Pattaya
| Athlète         | Compétition       | Série          | Série | Quarts de finale | Quarts de finale | Demi-finale | Demi-finale | Finale Finale B Finale C | Finale Finale B Finale C |
| Athlète         | Compétition       | Temps          | Rang  | Temps            | Rang             | Temps       | Rang        | Temps                    | Rang                     |
| --------------- | ----------------- | -------------- | ----- | ---------------- | ---------------- | ----------- | ----------- | ------------------------ | ------------------------ |
| Ali Aghamirzaei | K1 1 000 m hommes | 3 min 48 s 609 | 5e    | 3 min 52 s 834   | 4e               | Éliminé     | Éliminé     | Éliminé                  | Éliminé                  |

### Cyclisme
| Athlète          | Compétition      | Temps             | Rang    |
| ---------------- | ---------------- | ----------------- | ------- |
| Saeid Safarzadeh | Contre-la-montre | 1 h 5 min 14 s 62 | 35e     |
| Saeid Safarzadeh | Course en ligne  | Abandon           | Abandon |

### Escrime
| Athlète                                                        | Compétition       | 1/32e de finale         | 1/16e de finale       | 1/8e de finale        | Quarts de finale     | Demi-finale Classement 5-8 | Finale 3e place Classement 5e, 7e places | Rang    |
| Athlète                                                        | Compétition       | Adversaire Score        | Adversaire Score      | Adversaire Score      | Adversaire Score     | Adversaire Score           | Adversaire Score                         | Rang    |
| -------------------------------------------------------------- | ----------------- | ----------------------- | --------------------- | --------------------- | -------------------- | -------------------------- | ---------------------------------------- | ------- |
| Mojtaba Abedini                                                | Sabre individuel  | Gordon Victoire 15-10   | Szilágyi Défaite 7-15 | Éliminé               | Éliminé              | Éliminé                    | Éliminé                                  | Éliminé |
| Ali Pakdaman                                                   | Sabre individuel  | Szatmári Victoire 15-12 | Hartung Victoire 15-9 | Szilágyi Défaite 6-15 | Éliminé              | Éliminé                    | Éliminé                                  | Éliminé |
| Mohammad Rahbari                                               | Sabre individuel  | Apithy Victoire 15-13   | Samele Défaite 7-15   | Éliminé               | Éliminé              | Éliminé                    | Éliminé                                  | Éliminé |
| Mojtaba Abedini Ali Pakdaman Mohammad Rahbari Mohammad Fotouhi | Sabre par équipes | Non disputé             | Non disputé           | Non disputé           | Italie Défaite 44-45 | États-Unis Victoire 45-36  | Égypte Défaite 24-45                     | 6e      |

### Haltérophilie
L'Iran voit initialement deux haltérophiles qualifiés via leur classement mondial : le champion du monde 2017 Ali Hashemi en moins de 109 kg et le champion d'Asie en titre Ali Davoudi (plus de 109 kg).
En juillet 2021, les haltérophiles samoans se retirent des Jeux en raison de la pandémie de Covid-19 aux Samoa ; la Samoane Iuniarra Sipaia se retirant dans la catégorie féminine des plus de 87 kg, Parisa Jahanfekrian est repêchée. Pour la première fois dans l'histoire de l'haltérophilie féminine, une Iranienne participe aux Jeux olympiques,.
| Athlète     | Compétition            | Arraché  | Arraché | Épaulé-jeté | Épaulé-jeté | Total  | Rang                               |
| Athlète     | Compétition            | Résultat | Rang    | Résultat    | Rang        | Total  | Rang                               |
| ----------- | ---------------------- | -------- | ------- | ----------- | ----------- | ------ | ---------------------------------- |
| Ali Hashemi | Moins de 109 kg hommes | 184 kg   | 5e      | 228 kg      | Abandon     | 184 kg | Abandon                            |
| Ali Davoudi | Plus de 109 kg hommes  | 200 kg   | 2e      | 241 kg      | 2e          | 441 kg | Médaille d'argent, Jeux olympiques |

### Karaté
| Athlète          | Compétition           | Tour de qualification | Tour de qualification | Tour de qualification  | Tour de qualification  | Tour de qualification | Demi-finale         | Finale              | Rang                           |
| Athlète          | Compétition           | Match 1               | Match 2               | Match 3                | Match 4                | Place                 | Demi-finale         | Finale              | Rang                           |
| Athlète          | Compétition           | Adversaire Résultat   | Adversaire Résultat   | Adversaire Résultat    | Adversaire Résultat    | Place                 | Adversaire Résultat | Adversaire Résultat | Rang                           |
| ---------------- | --------------------- | --------------------- | --------------------- | ---------------------- | ---------------------- | --------------------- | ------------------- | ------------------- | ------------------------------ |
| Sajjad Ganjzadeh | Plus de 75 kg hommes  | Kvesić Victoire 3-1   | Hamedi Nul 0-0        | Irr Victoire 6-0       | Gaysinsky Victoire 2-1 | 1er                   | Aktaş Victoire 2-2  | Hamedi Victoire 4-0 | Médaille d'or, Jeux olympiques |
| Sara Bahmanyar   | Moins de 55 kg femmes | Özçelik Victoire 5-4  | Wen Défaite 1-5       | Goranova Défaite 2-5   | -                      | 3e                    | Éliminée            | Éliminée            | Éliminée                       |
| Hamideh Abbasali | Plus de 61 kg femmes  | Matoub Victoire 4-0   | Quirici Défaite 0-4   | Abdelaziz Victoire 9-7 | Gong Défaite 4-8       | 4e                    | Éliminée            | Éliminée            | Éliminée                       |

### Lutte
| Athlète                      | Compétition   | Huitièmes de finale         | Quarts de finale        | Demi-finale              | Repêchage           | Finale 3e place Classement | Rang                                |
| Athlète                      | Compétition   | Adversaire Résultat         | Adversaire Résultat     | Adversaire Résultat      | Adversaire Résultat | Adversaire Résultat        | Rang                                |
| ---------------------------- | ------------- | --------------------------- | ----------------------- | ------------------------ | ------------------- | -------------------------- | ----------------------------------- |
| Reza Atri                    | 57 kg hommes  | Atlı Victoire 3-2           | Bekhbayar Victoire 5-1  | Uguyev Défaite 3-8       | -                   | Gilman Défaite 1-9         | 5e                                  |
| Morteza Ghiasi               | 65 kg hommes  | Dakhlaoui Victoire 5-1      | Punia Défaite 2-1 (VT)  | Éliminé                  | Éliminé             | Éliminé                    | 8e                                  |
| Mostafa Hosseinkhani         | 74 kg hommes  | Dake Défaite 0-4            | Éliminé                 | Éliminé                  | Éliminé             | Éliminé                    | 15e                                 |
| Hassan Yazdani               | 86 kg hommes  | Shapiev Victoire 11-2       | Reichmuth Victoire 12-1 | Nayfonov Victoire 7-1    | -                   | Taylor Défaite 3-4         | Médaille d'argent, Jeux olympiques  |
| Mohammad Hossein Mohammadian | 97 kg hommes  | Odikadze Défaite 3-6        | Éliminé                 | Éliminé                  | Éliminé             | Éliminé                    | 13e                                 |
| Amir Hossein Zare            | 125 kg hommes | Khotsianivskyi Victoire 7-0 | Shala Victoire 13-2     | Petriashvili Défaite 3-6 | -                   | Deng Victoire 5-0          | Médaille de bronze, Jeux olympiques |

| Athlète              | Compétition | Huitième de finale        | Quart de finale             | Demi-finale            | Repêchage                    | Finale 3e place Classement | Rang                                |
| Athlète              | Compétition | Adversaire Résultat       | Adversaire Résultat         | Adversaire Résultat    | Adversaire Résultat          | Adversaire Résultat        | Rang                                |
| -------------------- | ----------- | ------------------------- | --------------------------- | ---------------------- | ---------------------------- | -------------------------- | ----------------------------------- |
| Alireza Nejati       | 60 kg       | Melikyan Défaite 5-5 (VP) | Éliminé                     | Éliminé                | Éliminé                      | Éliminé                    | 10e                                 |
| Mohammad Reza Geraei | 67 kg       | Horta Victoire 8-0        | Stäbler Victoire 5-5 (VP)   | Zoidze Victoire 6-1    | -                            | Nasibov Victoire 9-1       | Médaille d'or, Jeux olympiques      |
| Mohammad Ali Geraei  | 77 kg       | Peña Victoire 7-3         | Starčević Victoire 5-5 (VP) | Lőrincz Défaite 5-6    | -                            | Yabiku Défaite 13-3        | 5e                                  |
| Mohammad Hadi Saravi | 97 kg       | Boudjemline Victoire 9-0  | Milov Victoire 6-0          | Aleksanyan Défaite 1-4 | -                            | Savolainen Victoire 9-2    | Médaille de bronze, Jeux olympiques |
| Amin Mirzazadeh      | 130 kg      | Kim Victoire 6-0          | López Défaite 0-8           | Non qualifié           | Alexuc-Ciurariu Victoire 5-1 | Kayaalp Défaite 2-7        | 5e                                  |

### Natation
| Matin Balsini | 200 m papillon masculin | 1 min 59 s 97 | 33e | Éliminé | Éliminé |

### Taekwondo
| Athlète            | Compétition           | Qualification         | Huitièmes de finale  | Quarts de finale       | Demi-finale         | Repêchage           | Finale / MB         | Rang     |
| Athlète            | Compétition           | Adversaire Résultat   | Adversaire Résultat  | Adversaire Résultat    | Adversaire Résultat | Adversaire Résultat | Adversaire Résultat | Rang     |
| ------------------ | --------------------- | --------------------- | -------------------- | ---------------------- | ------------------- | ------------------- | ------------------- | -------- |
| Armin Hadipour     | Moins de 58 kg hommes | Non disputé           | Ochoa Victoire 22-19 | Guzmán Défaite 6-26    | Éliminé             | Éliminé             | Éliminé             | Éliminé  |
| Mirhashem Hosseini | Moins de 68 kg hommes | Exempté               | Huang Victoire 18-15 | Rashitov Défaite 22-34 | Non qualifié        | Lee Défaite 21-30   | 7e                  |          |
| Nahid Kiani        | Moins de 57 kg femmes | Alizadeh Défaite 9-18 | Éliminée             | Éliminée               | Éliminée            | Éliminée            | Éliminée            | Éliminée |

### Tennis de table
| Athlète(s)   | Compétition      | Tour préliminaire | 1er tour              | 2e tour          | 3e tour          | 4e tour          | Quarts de finale | Demi-finale      | Finale / MB      | Rang    |
| Athlète(s)   | Compétition      | Adversaire Score  | Adversaire Score      | Adversaire Score | Adversaire Score | Adversaire Score | Adversaire Score | Adversaire Score | Adversaire Score | Rang    |
| ------------ | ---------------- | ----------------- | --------------------- | ---------------- | ---------------- | ---------------- | ---------------- | ---------------- | ---------------- | ------- |
| Nima Alamian | Simple messieurs | Exempté           | Drinkhall Défaite 1-4 | Éliminé          | Éliminé          | Éliminé          | Éliminé          | Éliminé          | Éliminé          | Éliminé |

### Tir
| Athlète         | Compétition                   | Qualification | Qualification | Finale   | Finale                         |
| Athlète         | Compétition                   | Points        | Rang          | Points   | Rang                           |
| --------------- | ----------------------------- | ------------- | ------------- | -------- | ------------------------------ |
| Javad Foroughi  | Pistolet à air comprimé 10 m, | 580           | 5e            | 244,8 OR | Médaille d'or, Jeux olympiques |
| Mahyar Sedaghat | Carabine à air comprimé 10 m  |               | e             | Éliminé  | Éliminé                        |
| Mahyar Sedaghat | Carabine à 50 m 3 positions   | 1 168         | 20e           | Éliminé  | Éliminé                        |

| Athlète            | Compétition                  | Qualification | Qualification | Finale   | Finale   |
| Athlète            | Compétition                  | Points        | Rang          | Points   | Rang     |
| ------------------ | ---------------------------- | ------------- | ------------- | -------- | -------- |
| Hanieh Rostamian   | Pistolet à air comprimé 10 m | 576           | 10e           | Éliminée | Éliminée |
| Hanieh Rostamian   | Pistolet à 25 m,             | 577           | 28e           | Éliminée | Éliminée |
| Armina Sadeghian   | Carabine à air comprimé 10 m | 622,6         | 30e           | Éliminée | Éliminée |
| Fatemeh Karamzadeh | Carabine à air comprimé 10 m | 624,9         | 23e           | Éliminée | Éliminée |
| Fatemeh Karamzadeh | Carabine à 50 m 3 positions  | 1 163         | 22e           | Éliminée | Éliminée |
| Najmeh Khedmati    | Carabine à 50 m 3 positions  | 1 165         | 18e           | Éliminée | Éliminée |

| Athlète                         | Compétition                   | Qualification 1 | Qualification 1 | Qualification 2 | Qualification 2 | Finale / 3e place  | Finale / 3e place |
| Athlète                         | Compétition                   | Points          | Rang            | Points          | Rang            | Adversaie Résultat | Rang              |
| ------------------------------- | ----------------------------- | --------------- | --------------- | --------------- | --------------- | ------------------ | ----------------- |
| Javad Foroughi Hanieh Rostamian | Pistolet à air comprimé 10 m, | 575             | 8e              | 382             | 5e              | Éliminés           | Éliminés          |
| Mahyar Sedaghat Najmeh Khedmati | Carabine à air comprimé 10 m, | 624,9           | 15e             | Éliminés        | Éliminés        | Éliminés           | Éliminés          |

### Tir à l'arc
L'Iran obtient un quota pour l'épreuve masculine de tir à l'arc individuel via les Championnats d'Asie de tir à l'arc 2019 à Bangkok. Milad Vaziri est sélectionné pour représenter l'Iran.
| Athlète      | Compétition        | Tour préliminaire | Tour préliminaire | 1er tour            | 2e tour          | 3e tour          | Quarts de finale | Demi-finale      | Finale / 3e place | Rang    |
| Athlète      | Compétition        | Score             | Rang              | Adversaire Score    | Adversaire Score | Adversaire Score | Adversaire Score | Adversaire Score | Adversaire Score  | Rang    |
| ------------ | ------------------ | ----------------- | ----------------- | ------------------- | ---------------- | ---------------- | ---------------- | ---------------- | ----------------- | ------- |
| Milad Vaziri | Individuel hommes, | 629               | 63e               | Ellison Défaite 0-6 | Éliminé          | Éliminé          | Éliminé          | Éliminé          | Éliminé           | Éliminé |

### Volley-ball
L'équipe d'Iran masculine de volley-ball gagne sa place pour les Jeux de Tokyo 2020 en tant que vainqueur du tournoi de qualification olympique (TQO) à Jiangmen.
| Compétition      | Phase de groupe      | Phase de groupe        | Phase de groupe    | Phase de groupe    | Phase de groupe   | Phase de groupe | Quart de finale  | Demi-finale      | Finale / 3e place | Finale / 3e place |
| Compétition      | Adversaire Score     | Adversaire Score       | Adversaire Score   | Adversaire Score   | Adversaire Score  | Rang            | Adversaire Score | Adversaire Score | Adversaire Score  | Rang              |
| ---------------- | -------------------- | ---------------------- | ------------------ | ------------------ | ----------------- | --------------- | ---------------- | ---------------- | ----------------- | ----------------- |
| Tournoi masculin | Pologne Victoire 3-2 | Venezuela Victoire 3-0 | Canada Défaite 0-3 | Italie Défaite 1-3 | Japon Défaite 2-3 | 5e              | Éliminés         | Éliminés         | Éliminés          | Éliminés          |